# 大海とむ
大海 とむ（おおみ とむ、女性、5月25日 - ）は、日本の漫画家。北海道出身。血液型はB型。
2000年、『プチコミック』（小学館）6月号増刊に掲載の「禁断の恋をしよう」でデビュー。以後、同誌を中心にレディースコミック作品を発表。主人公である若い大人の女性が、吸血族や人狼など特殊な力と美貌を持つ魅力的な男性と恋を繰り広げる作品を多く手がけている。代表作に『禁断の恋でいこう』など。
好きな俳優は渡辺謙、好きな作家はデイヴィッド・エディングス、宮部みゆき。

## 主な作品
- 禁断の恋でいこうシリーズ
  - 禁断の恋をしよう（2000年、プチコミック） - 単行本（2001年、小学館）
  - 続♥禁断の恋をしよう（2001年、プチコミック） - 単行本（2002年、小学館）
  - 禁断の恋でいこう（2001年 - 2005年、プチコミック） - 単行本全10巻（2002年 - 2005年、小学館）
- しあわせのおまもり（2005年、プチコミック増刊） - 読切作品、『薔薇色myハニー』第3巻に収録
- 薔薇色myハニー（2005年 - 2006年、プチコミック） - 単行本全3巻（2005年 - 2006年、小学館）
- ミッドナイト・セクレタリ（2006年 - 2009年、プチコミック） - 単行本全7巻（2007年 - 2009年、小学館）
- Love Cruise（2006年、プチコミック） - オムニバス作品集『罪より甘い愛に溺れて』に収録
  - 「Love Cruise」「可愛いのがお好き」「おためしください」「竜神さまとお嫁さま」4編収録の短編集
- あなたに花を捧げましょう（2010年 - 2011年、プチコミック） - 単行本全4巻（2010年 - 2011年、小学館）
- 魔女の媚薬（2011年 - 2013年、プチコミック） - 単行本全5巻（2012年 - 2014年、小学館）
- 黒蔦屋敷の秘めごと（2014年 - 2015年、プチコミック）  - 単行本全3巻
- 大海とむ初期傑作集 夜の愛しさ - 単行本（2015年、小学館）
- 蜜夜婚〜付喪神の嫁御寮〜（2015年 - 2019年、プチコミック） - 単行本全8巻（2016年 - 2019年、小学館）
- 悪し妻かたり - 単行本既刊3巻（2020年6月 - 、小学館）